# Huichuan, Gansu
Huichuan (kinesiska: 会川) är en köping i nordvästra Kina. Den ligger i Weiyuan härad i staden Dingxi i provinsen Gansu, omkring 105 kilometer söder om provinshuvudstaden Lanzhou. 